# Prva liga Federacije Bosne i Hercegovine 2002-2003
La Prva nogometna liga Federacije Bosne i Hercegovine 2002-2003 (abbreviata in Prva liga FBiH 2002-2003) è stata la terza edizione del massimo campionato di calcio della Federazione BiH, seconda divisione della Bosnia ed Erzegovina.

## Squadre partecipanti
| Squadra          | Città            | Stadio                    | Stagione 2001-02                 |
| ---------------- | ---------------- | ------------------------- | -------------------------------- |
| FK Olimpik       | Sarajevo         | Otoka                     | 13º in Premijer liga FBiH        |
| NK Troglav       | Livno            | Zgona                     | 14º in Premijer liga FBiH        |
| HNK Grude        | Grude            | Elić Luka                 | 15º in Premijer liga FBiH        |
| NK Iskra         | Bugojno          | Jaklić                    | 16º in Premijer liga FBiH        |
| FK Radnički 1921 | Lukavac          | Jošik                     | 3º                               |
| FK Rudar         | Kakanj           | Pod Vardom                | 4º                               |
| NK Kiseljak      | Kiseljak         | Hrvatskih Branitelja      | 5º                               |
| NK Fruti         | Čelić            | SRC Mehmedalija Muratović | 6º                               |
| NK SAŠK Napredak | Sarajevo         | Doglodi                   | 7º                               |
| NK Vitez         | Vitez            | Gradski stadion           | 8º                               |
| HNK Stolac       | Stolac           | Zagrad                    | 9º                               |
| HNK Tomislav     | Tomislavgrad     | Tomislav                  | 10º                              |
| FK Krajina       | Cazin            | Gradski stadion           | 11º                              |
| NK Travnik       | Travnik          | Pirota                    | 12º                              |
| HNK Čapljina     | Čapljina         | Bjelave                   | 13º                              |
| NK Ljubuški      | Ljubuški         | Babovac                   | 14º                              |
| NK Drinovci      | Drinovci, Grude  | Boljava                   | ???                              |
| NK Elektrobosna  | Jajce            | Mračaj                    | 1º in Druga liga FBiH - Centar 1 |
| FK Famos         | Hrasnica, Ilidža | Famos                     | ???                              |
| NK TOŠK          | Tešanj           | Luke                      | ???                              |

## Classifica
|  | Pos. | Squadra                 | Pt       | G        | V        | N        | P        | GF       | GS       | DR       |
|  | ---- | ----------------------- | -------- | -------- | -------- | -------- | -------- | -------- | -------- | -------- |
|  | 1.   | Travnik                 | 76       | 36       | 23       | 7        | 6        | 78       | 28       | +50      |
|  | 2.   | Olimpik Sarajevo        | 62       | 36       | 20       | 2        | 14       | 85       | 51       | +34      |
|  | 3.   | Iskra Bugojno           | 62       | 36       | 19       | 5        | 12       | 68       | 36       | +32      |
|  | 4.   | Kiseljak                | 60       | 36       | 18       | 6        | 12       | 52       | 42       | +10      |
|  | 5.   | Rudar Kakanj            | 59       | 36       | 18       | 5        | 13       | 63       | 42       | +21      |
|  | 6.   | Radnički Lukavac        | 57       | 36       | 18       | 3        | 15       | 53       | 51       | +4       |
|  | 7.   | Ljubuški                | 54       | 36       | 16       | 6        | 14       | 49       | 35       | +14      |
|  | 8.   | Drinovci                | 54       | 36       | 16       | 6        | 14       | 48       | 59       | -11      |
|  | 9.   | Grude                   | 53       | 36       | 16       | 5        | 15       | 48       | 52       | -4       |
|  | 10.  | SAŠK Napredak           | 53       | 36       | 16       | 5        | 15       | 54       | 46       | +8       |
|  | 11.  | NK Vitez                | 52       | 36       | 16       | 4        | 16       | 42       | 37       | +5       |
|  | 12.  | TOŠK Tešanj             | 51       | 36       | 15       | 6        | 16       | 42       | 55       | -13      |
|  | 13.  | Čelić Fruti             | 50       | 36       | 15       | 5        | 16       | 56       | 62       | -6       |
|  | 14.  | Stolac                  | 48       | 36       | 14       | 6        | 16       | 47       | 65       | -18      |
|  | 15.  | Troglav                 | 43       | 36       | 12       | 7        | 17       | 45       | 53       | -8       |
|  | 16.  | Čapljina                | 43       | 36       | 12       | 7        | 17       | 47       | 60       | -13      |
|  | 17.  | Tomislav                | 42       | 36       | 12       | 6        | 18       | 34       | 58       | -24      |
|  | 18.  | Famos Hrasnica          | 39       | 36       | 11       | 6        | 19       | 45       | 62       | -17      |
|  | 19.  | Elektrobosna Jajce (-2) | 17       | 36       | 6        | 1        | 29       | 29       | 101      | -72      |
|  | 20.  | Krajina Cazin           | ritirato | ritirato | ritirato | ritirato | ritirato | ritirato | ritirato | ritirato |

Legenda:
      Promosso in Premijer Liga 2003-2004.
      Retrocesso in Druga liga FBiH.
      Escluso dal campionato.
Regolamento:
Tre punti a vittoria, uno a pareggio, zero a sconfitta.
L'Elektrobosna è stato escluso dal campionato all'inizio di giugno per non essersi presentato nelle due partite esterne contro Tomislav e Kiseljak (cui è stato assegnato il 3-0 a tavolino). Tutti i risultati precedenti sono stati omologati. All'Elektrobosna sono stati tolti due punti di penalizzazione, più altri tre da scontare nella stagione successiva.